# ドイプファー

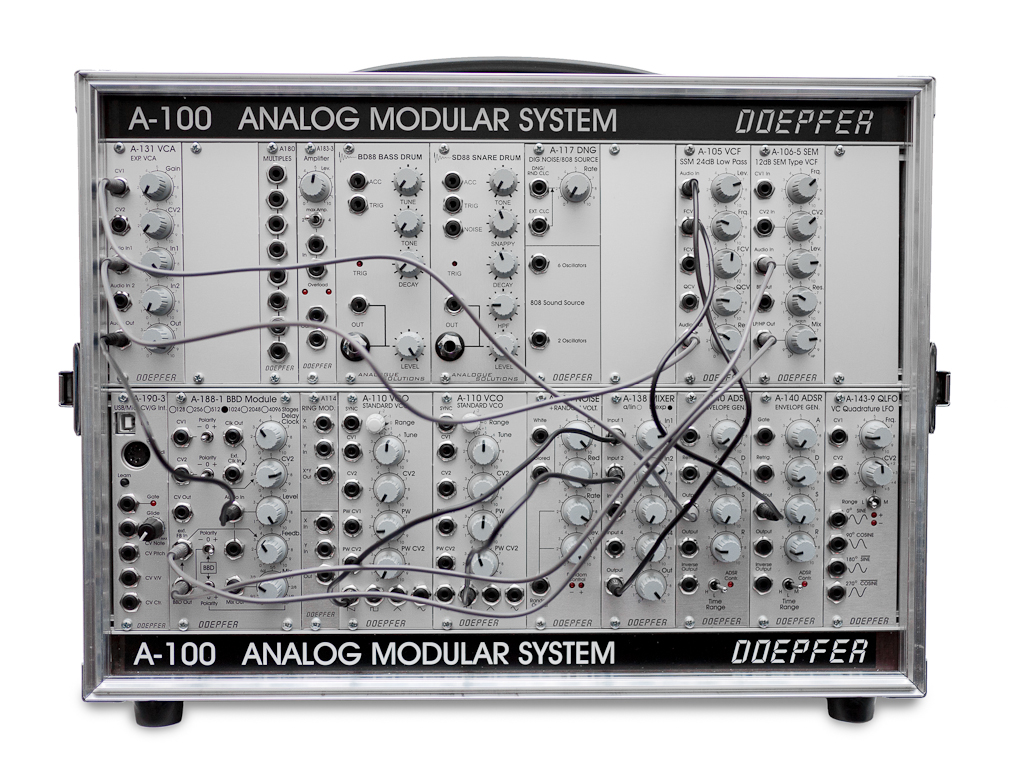
ドイプファー・A-100

ドイプファー、またはドエプファー (Doepfer Musikelektronik GmbH) は、ディーター・ドイプファーによって設立されたドイツの音響機器メーカー。

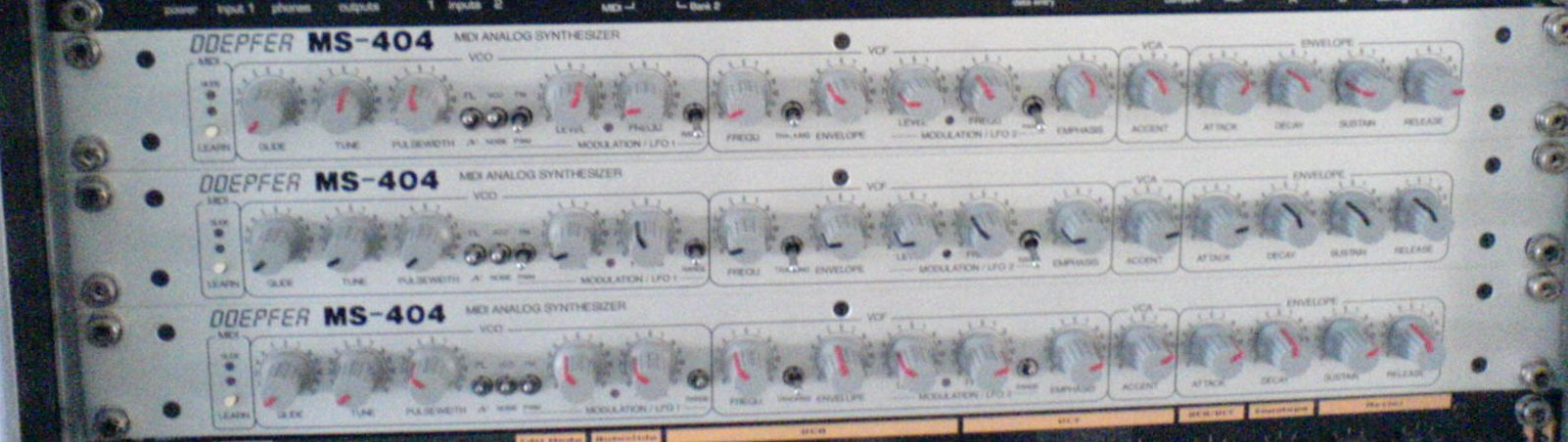
ドイプファー・MS-404

製品群にはアナログ・モジュラー・シンセサイザーや、MIDIコントローラー、MIDIハードウェア型シーケンサー、MIDI-CV/ゲート/シンク・インターフェイス、MIDIマスター・キーボードなどがある。
ディーター・ドイプファーは、1977年に『エレクター』誌のDIYキット「フォルマント」用に、VCP (Voltage Controlled Phaser) モジュールを使用したオーディオ・ハードウェアの開発を開始した。1980年代にドイプファーがMIDI機器の開発にフォーカスする間も、幾つかの伝説的モジュラー・シンセが続いた。
1992年、ドイプファー社がクラフトワークと共同で開発したMIDIアナログ・シーケンサー「MAQ16/3」を発表。発売当初は直接販売であった上、一般的な楽器屋の店員ではモジュラー・システムのデモンストレーションは難しいだろうとの考えから、関心のあったミュージシャン達は既に購入した人からデモンストレーションを受けていた。

## 製品の歴史
- 1979 ドイツのフォルマント・モジュラー・シンセサイザー用の電圧制御フェイザー・モジュール
- 1980 P.M.S. (ポリフォニック・モジュラー・システム) (クワッドVCO, クワッドVCFのようなクワッドモジュール仕様...)
- 1982 (10x16cmの1枚板上にDoug Curtis/USAのCEMチップを使用して設計された、1つの音声シンセサイザーにつき2VCO、2ADSR、1VCF、1VCA[要説明]を備えた)音声・モジュラー・システム
- 1984 サウンド・サンプラー（コモドール64用のインターフェースとサンプリングソフトウェアを備えた8ビット電圧制御サンプラー）
- 1985 ループオプション、コンパンダーとサウンドサンプラー用合成ソフトウェア（FM、フーリエ、ウェーブシェーピングなど）
- 1986 MCV1 MIDI-to-CV インターフェイス（最初のバージョン）
- 1987 C.C.M. コンピューター制御フェーダー(VCA)とフィルター(VCF)、そしてコモドール64とAtari ST用のインターフェースとソフトウェアを備えたコンピューター制御のオーディオミキシングコンソール
- 1989
  - LMK1 簡易 MIDI マスター・キーボード
  - MMK2 MIDI キーボード (例えばクラフトワークがPocket Calculatorの曲にライブで使用)
  - MKC1/2 MIDI マスター・キーボード・コントローラ (LMK1との組み合わせ用)
- 1990
  - LMK3 ピアノタッチシミュレーション付き MIDI マスター・キーボード
  - LMK1V2 MIDI マスター・キーボード (LMK1の改良版)
  - SX-16 16音MIDIエキスパンダー
  - MBP1 MIDI ベース・ペダル
  - DMC-8 ドラムからMIDIへのコンバーター
  - MONA ユニバーサルMIDI出力インターフェース
- 1991
  - K2B 2マニュアルMIDIキーボード
  - MPC128 MIDI プログラム・チェンジ・ユニット
  - MTG128 MIDI経由で制御される最大128ゲート出力を備えたMIDI-to-Gateインターフェイス
  - MTS128 最大128MIDI制御電子スイッチを備えたMIDI-to-Switchインターフェース(例えば MIDIキーボード以外のMIDI入力インターフェイスとして)
- 1992
  - LMK1+/LMK2+/LMK4+ 本物のハンマーの仕組みを備えた MIDI マスター・キーボード シリーズ
  - GMX-1 GM互換性のあるMIDIエキスパンダー
  - MAQ16/3 MIDI アナログ・シーケンサー (クラフトワークと協力して設計された)[1]
- 1993
  - MIDIM8 8つの電源出力付きMIDIコントローラー調光器パック
  - MTP8 8つの電源出力を備えたMIDIスイッチパック
  - MVP1 MIDIボリューム・フット・コントローラー
- 1994
  - LMK4+ MIDI マスター・キーボード(トップモデル)
  - MOGLI MIDIグローブ
  - MEG ユニバーサルMIDIイベント・ジェネレータ
  - MTR128 MIDIノートのオン/オフにより最大128個のリレーを制御するMIDI-to-リレー・インターフェース
  - MSY1 MIDI-to-SYNC インターフェース
- 1995
  - MS-404 モノフォニック・アナログMIDIシンセサイザー
  - TMK2 2マニュアルMIDIマスター・キーボード
  - A-100 アナログ・モジュラー・システム
- 1997
  - Schaltwerk MIDI パターン・シーケンサー
  - MCV4 MIDI-to-CV インターフェース
  - MSY2 MIDI-to-SYNC インターフェース
- 1998
  - Regelwerk MIDIフェーダー・ボックスとパターン/アナログ・シーケンサー[2]
  - PK88 MIDIキーボード（特にピアノエキスパンダー用のコントロールキーボード）
  - MCV24 MIDI-to-CV/ゲート・インターフェース (24 CV/ゲート・出力)[3]
- c.1999 Drehbank MIDI コントローラ[4]
- c.2000 Pocket Control MIDI コントローラ[5]
- 2006
  - Thru-Zero Quadrature VCO
  - 30/60dB スイッチド・キャパシタ・フィルタ
  - A-100 キーボード/シーケンサー
- 2010 Dark Energy モノシンセ[6][7]
- 2011 Dark Time アナログ・シーケンサー[8]
- 2012 Dark Energy II モノシンセ